# Dzieje Jana (Pseudo-Prochor)
Dzieje Jana – grecki apokryf Nowego Testamentu dotyczący postaci Jana Apostoła. Jego autorem jest Pseudo-Prochor.

## Charakterystyka
Rzekomym autorem dzieła był diakon Prochor, czasami wliczany do grona siedemdziesięciu dwóch. Taka pseudonimia mogła wynikać z faktu, iż o Prochorze brak innych wiadomości, przez co autor mógł opracować odnośnie do niego własną tradycję. Dzieje Jana Pseudo-Prochora w przeciwieństwie do tzw. „wielkich” Dziejów Jana szeroko interesują się pobytem Jana na wyspie Patmos. Utwór jest romansem, zawiera wiele barwnych opisów. Cechą charakterystyczną utworu są fantazyjne dane geograficzne, dotyczące zarówno nazw, jak i odległości. Autor być może pochodził z Palestyny lub Antiochii i raczej nie był ascetą. Mógł być urzędnikiem państwowym. Swoje dzieło napisał około V wieku.
Utwór był tłumaczony m.in. na arabski, etiopski, gruziński, koptyjski, łaciński, ormiański i staro-cerkiewno-słowiański.
Utwór w przeciwieństwie do „wielkich” Dziejów Jana nie ma charakteru enkratycznego, nie zachęca do dziewictwa i nie zniechęca do małżeństwa. Podkreślona jest rola jałmużny i chrztu.